# Palatul Societății Tinerimea Română

Palatul Tinerimea Română, București, intrarea de pe Bulevardul Schitu Măgureanu

Palatul Tinerimea Română, București, Str. Gutenberg 19

Palatul Societății Tinerimea Română (astăzi Palatul Tinerimea Română) este un edificiu din București, situat în strada Schitul Măgureanu, construit între anii 1924-1927, piatra de temelie a construcției fiind pusă în 25 mai 1924. Imobilul, care include și o sală de spectacole cu 1200 de locuri, a fost ridicat pentru Societatea Tinerimea Română după planurile arhitectei Virginia Andreescu Haret.

## Clădirea
De construcția palatului s-au ocupat arhitectul Raul Negru și inginerii Aurel A. Beleș și Valer Paler. Din motive financiare, clădirea a fost finalizată abia în 1935, când a fost inaugurată de Nicolae Iorga.
Clădirea are un regim de înălțime de S + P + 7 E. La inaugurarea sa, edificiul era multifuncțional.  La subsol exista o tipografie și o sală de restaurant, la parter o bancă proprie și spații de închiriat. Etajul I cuprindea sala de festivități și anexele sale. La etajul al II-lea erau camere de dormit, iar la al III-lea, administrația revistei. Etajul al IV-lea era compus din sala mare, un muzeu etnografic, biblioteca și administrația societății.
După ultima renovare, compunerea clădirii este următoarea:
- o sală de spectacole cu trei rânduri de balcoane; decorația interioară a sălii este de factură renascentistă, cu ușoare influențe baroce. Adiacent sălii de spectacole, se află foaierele, la fiecare nivel, de la parter și până la etajul 4.
- săli de repetiție cu spațiile auxiliare necesare (grupuri sanitare, vestiare cu duș) pentru colectivele artistice.
- birouri, magazii și spații tehnice pentru personalul administrativ.

La exteriorul clădirii, la nivelul etajului 4, sunt prezentate diverse scene din momente reprezentative ale istoriei României (Războiul de Independență, Intrarea lui Mihai Viteazul în Alba Iulia și Încoronarea Regelui Ferdinand), executate în altorelief.

## Activități după al Doilea Război Mondial
După al Doilea Război Mondial, palatul a devenit sediu pentru Ansamblul artistic „Perinița” aparținând de Sfatul Popular al Capitalei (1946), iar apoi a fost sediu pentru Ansamblul artistic al tineretului (1947). Cele două ansambluri și-au desfășurat concomitent activitatea în sediul Societății, iar în anii următori a fost denumit „Ansamblul artistic al tineretului”.
În anul 1991, prin Hotărâre de Guvern palatul a fost redenumit „Palatul Tinerimea Română”, iar după o serie de consolidări și restaurări, palatul a devenit sediul mai multor ansambluri artistice: Ansamblul Folcloric „Cununa Carpaților”, Corul de cameră „Preludiu”, Orchestra de cameră „Philarmonia”, Trupa de balet „Orion”.

## Monument istoric
Clădirea este declarată monument istoric și este înscrisă în Lista monumentelor istorice din București, sector 5, din anul 2015, Municipiul București, cu cod LMI B-II-m-B-18891, sub titulatura Blocul „Tinerimea Română", municipiul București, Str. Gutenberg 19, sector 5.

## Personalități
De-a lungul timpului aici au activat și s-au făcut remarcate o serie de personalități din domeniul artistic, printre care: George Constantin, Silvia Popovici, Nicolae Herlea, Marin Constantin, Pompei Hereșteanu, Ionel Budișteanu, Florian Economu, Tudor Pană, Maria Ciobanu, Corina Chiriac, Angela Similea.

## Imagini

Altorelief Intrarea lui Mihai Viteazul în Alba Iulia
Altorelief Războiul de Independenţă
Altorelief Încoronarea Regelui Ferdinand
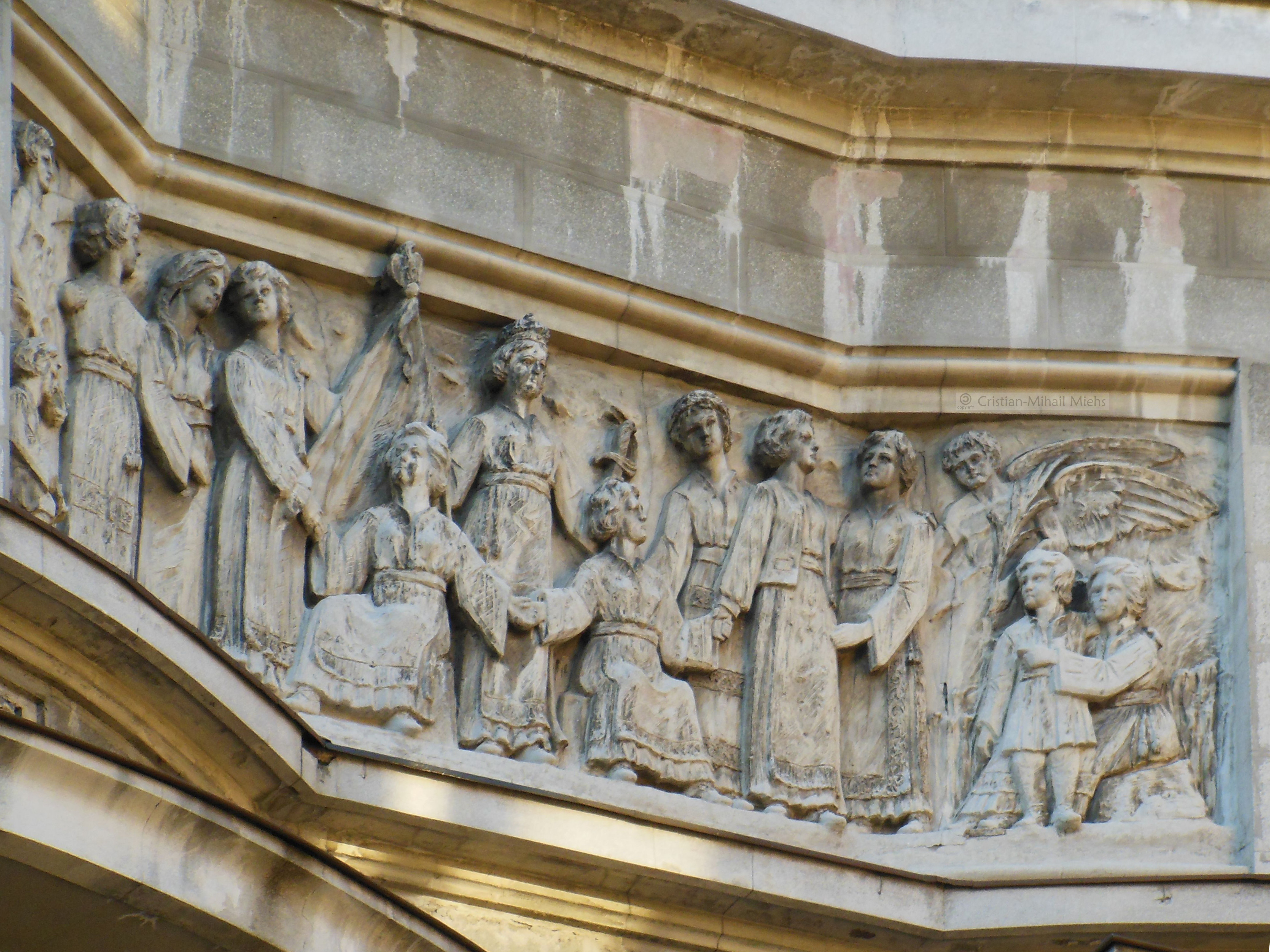
Altorelief Unirea
Altorelief Şcoala
Altorelief Arte şi ştiinţe